# El Menabha
El Menabha (também escrito El Mena Bha ou Menabha) é uma vila na comuna de Mogheul, no distrito de Lahmar, província de Béchar, Argélia. A vila fica ao norte de Lahmar na estrada para a cidade e Mogheul.